# Psychoda moravica
Psychoda moravica és una espècie d'insecte dípter pertanyent a la família dels psicòdids que es troba a Europa.